# تل أولاد سراج
قرية تل أولاد سراج هي إحدى القرى التابعة لمركز الفتح في محافظة أسيوط في جمهورية مصر العربية. حسب إحصاءات سنة 2006، بلغ إجمالي السكان في تل أولاد سراج 1455 نسمة، منهم 783 رجل و672 امرأة.